# Matrimonio (Chiesa cattolica)

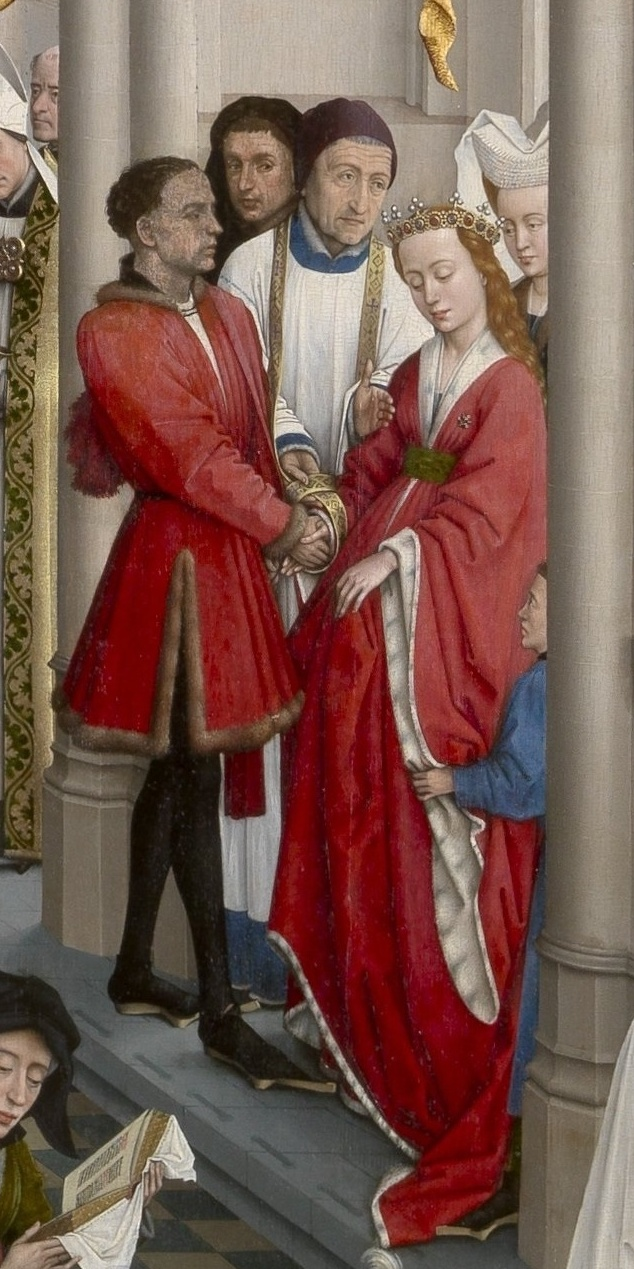
Il Matrimonio, particolare dal trittico de I sette Sacramenti, di Rogier van der Weyden, circa 1445.

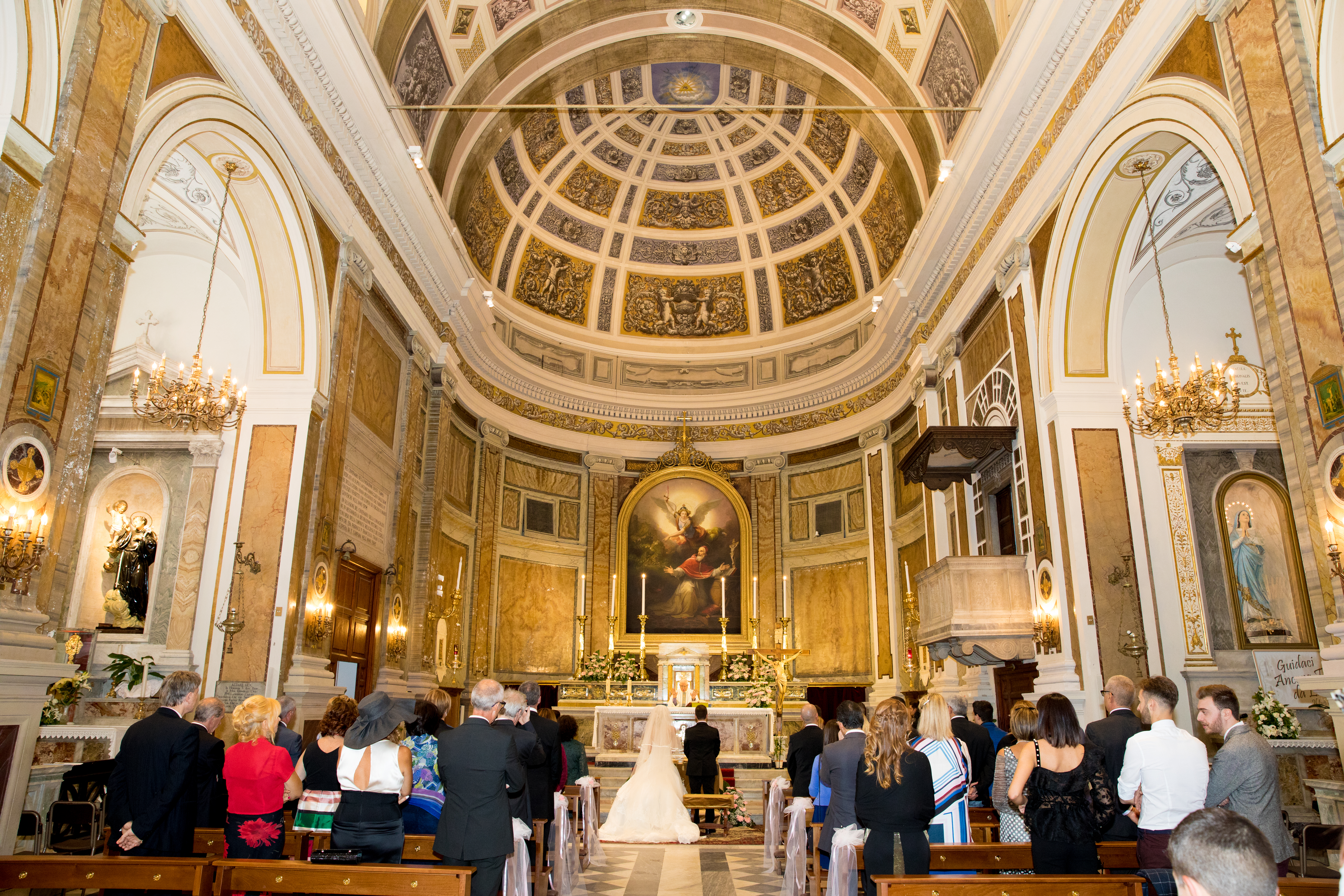
Celebrazione di un matrimonio con rito religioso nel 2017.

Il matrimonio è uno dei sette sacramenti della Chiesa cattolica. Allo stesso modo è considerato dalla Chiesa ortodossa. Le comunità riformate, invece, seguendo la tesi di Martin Lutero, celebrano il matrimonio, ma non lo considerano un sacramento.
Per la dottrina della Chiesa, il matrimonio è una realtà naturale che costituisce la prima rivelazione dell'amore di Dio per il suo popolo. L'una caro (in latino: una sola carne) a cui sono chiamati gli sposi è immagine dell'Incarnazione, espressione perfetta dell'amore di Dio. Ogni unione matrimoniale ha perciò una dimensione sacra, che diventa sacramentale in senso proprio quando celebrato tra due battezzati.
Secondo il Codice di diritto canonico, il matrimonio è «il patto con cui l'uomo e la donna stabiliscono tra loro la comunità di tutta la vita, per sua natura ordinata al bene dei coniugi e alla procreazione e educazione della prole», che «è stato elevato da Cristo Signore alla dignità di sacramento».
I Padri della Chiesa già nei primi secoli erano d'accordo nell'affermare che il matrimonio cristiano sia diverso da quello dei pagani. «… Le testimonianze danno un'univoca risposta, cioè che questo è una cosa sacra e la sua dignità è stata costituita da Cristo». Così Tertulliano (il quale lo definisce numerose volte sacramentum e indissolubile), Origene, sant'Ambrogio, san Girolamo, Zeno di Verona, sant'Agostino, san Giovanni Crisostomo.
Dal IV secolo si trovano anche documenti con preghiere e benedizioni matrimoniali impartite da sacerdoti o vescovi. Per tutto il primo millennio non vi era comunque obbligo della presenza di un sacerdote. Dall'XI secolo comincia invece una celebrazione regolata "in facie ecclesiae". Nel 1184, con il Concilio di Verona, si trova il matrimonio elencato tra i sacramenti della Chiesa, la cui amministrazione era regolamentata dalle leggi ecclesiastiche: come già nel diritto romano, esso era piuttosto un patto privato, un contratto stipulato tra gli interessati e le rispettive famiglie, che poi in un secondo momento poteva essere benedetto da un sacerdote, tanto che si hanno prove documentate fino al IX secolo che il matrimonio era ancora molto simile a quello contratto nell'antica Roma.
Solo nel 1215, nel corso del Concilio Lateranense IV, la Chiesa cattolica regolamentò la liturgia per il matrimonio e gli aspetti giuridici relativi a esso.
Il Concilio di Trento stabilì la forma canonica del matrimonio, che prevede obbligatoriamente la presenza dei due coniugi, di due testimoni e, salvo casi eccezionali, di un ministro di culto validamente ordinato, nonché la trascrizione nei registri parrocchiali (decreto Tametsi).

## Natura ed effetti del sacramento
Secondo la dottrina cattolica, oltre ai vantaggi dell'inviolabile stabilità, dal sacramento derivano altri vantaggi, poiché Cristo, elevando il matrimonio dei suoi fedeli alla dignità di vero e proprio sacramento, lo rese in effetto segno e fonte di quella speciale grazia interna, con la quale «portava l'amore naturale a maggior perfezione, ne confermava l'indissolubile unità, e i coniugi stessi santificava»
I fedeli che esprimono il consenso matrimoniale «aprono a sé il tesoro della grazia sacramentale, ove attingere le forze soprannaturali occorrenti ad adempiere le proprie parti ed i propri doveri fedelmente, santamente, con perseveranza fino alla morte».
Il sacramento «non solo accresce il principio di vita soprannaturale, cioè la grazia santificante, ma vi aggiunge ancora altri doni speciali, disposizioni e germi di grazia [...] affinché i coniugi possano non solo bene intendere, ma intimamente sentire, con ferma convinzione e risoluta volontà stimare e adempiere quanto appartiene allo stato coniugale e ai suoi fini e doveri; ed a tale effetto infine conferisce il diritto all'aiuto attuale della grazia, ogniqualvolta ne abbisognino per adempire agli obblighi di questo stato».
Tuttavia, alla grazia sacramentale l'uomo è chiamato a cooperare per «far fruttificare i preziosi semi della grazia». In questo modo gli sposi potranno sopportare i pesi della loro condizione e adempiere i doveri, e sentirsi confortati, santificati e come consacrati dalla potenza del sacramento. Per la virtù indelebile del sacramento, i fedeli, uniti una volta con il vincolo del matrimonio, non sono mai privati mai né dell'aiuto, né del legame sacramentale.
La «grazia propria del sacramento del Matrimonio è destinata a perfezionare l'amore dei coniugi, a rafforzare la loro unità indissolubile». Cristo «rimane con loro, dà loro la forza di seguirlo prendendo su di sé la propria croce, di rialzarsi dopo le loro cadute, di perdonarsi vicendevolmente, di portare gli uni i pesi degli altri, di essere sottomessi gli uni agli altri nel timore di Cristo e di amarsi di un amore soprannaturale, delicato e fecondo».
Il Catechismo della Chiesa cattolica, al n. 1631, spiega che «[…] il Matrimonio introduce in un ordo – ordine – ecclesiale, crea diritti e doveri nella Chiesa, fra gli sposi e verso i figli» ovvero il matrimonio introduce i coniugi in un'unità sacramentale tra tutti gli sposi cristiani nella Chiesa.
Secondo il Catechismo Maggiore di San Pio X, il matrimonio è anche un contratto fra i due coniugi, in quanto comporta l'instaurarsi di diritti e obblighi reciproci e nei confronti della prole. Tale contratto naturale è elevato alla dignità di sacramento, per cui agli sposi è conferita la grazia sacramentale, la quale sostiene e accresce la loro disposizione naturale e libera a vivere in conformità ai diritti e doveri del contratto stesso.

## Storia

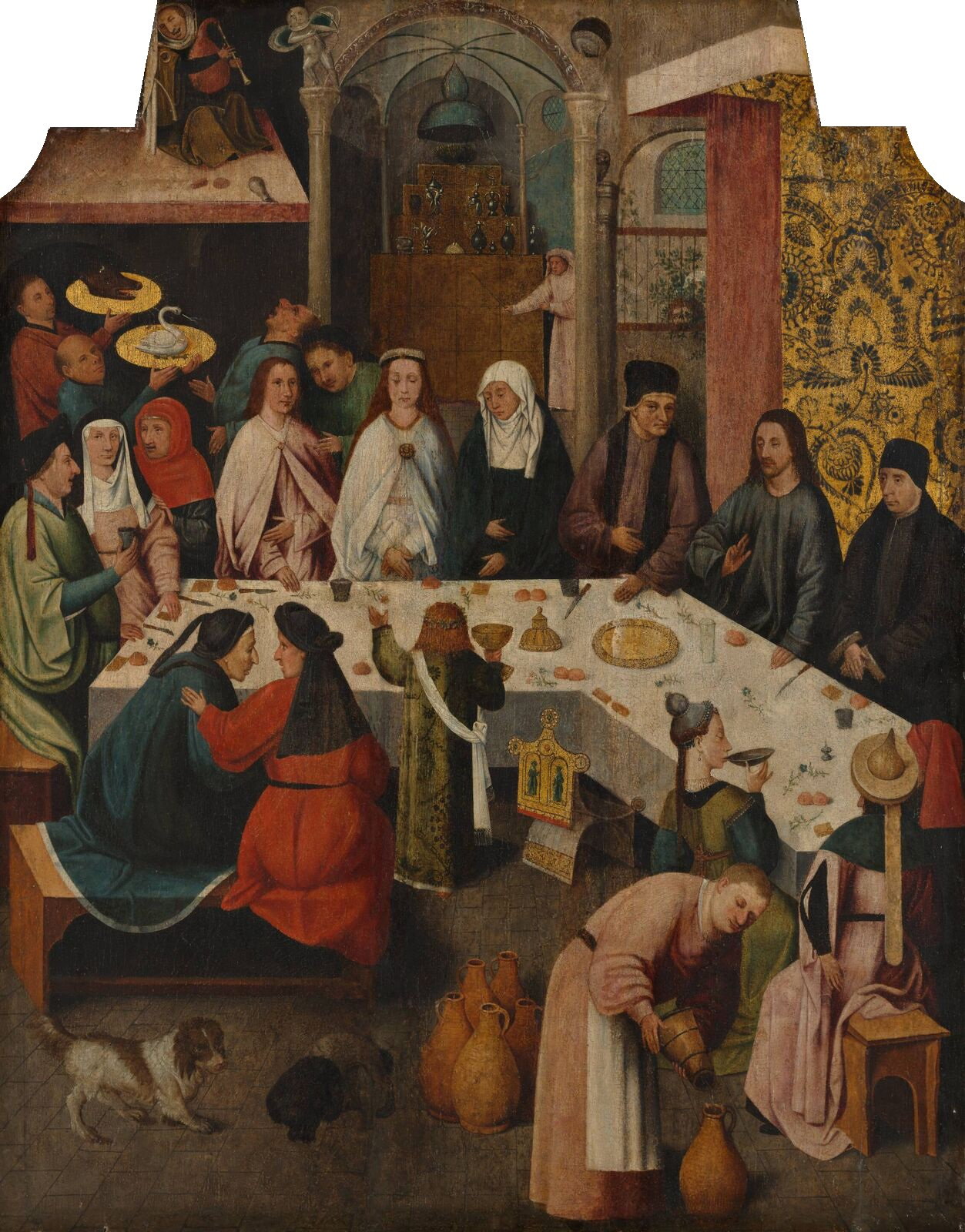
"Le nozze di Cana", già attribuito a Hieronymus Bosch, circa 1555-1560

Il sacramento del matrimonio cristiano viene fatto originare dalla prescrizione contenuta nel libro della Genesi 2,24, che contiene già alcuni elementi fondamentali: l'indissolubilità del vincolo coniugale e la complementarità di uomo e donna.
Il primo miracolo di Gesù fu compiuto alle nozze di Cana, segno inteso ad affermare il valore positivo del matrimonio. Inoltre, Cristo stesso ribadisce l'insegnamento dell'indissolubilità.
L'attesa dell'imminente venuta del Regno di Dio predicata da Gesù e dagli apostoli, fra cui Paolo di Tarso e la necessità di evitare legami terreni comportò che la Chiesa dei primi secoli attribuisse un minor valore al matrimonio rispetto al celibato e considerasse il matrimonio una condizione meno preferibile. San Paolo aveva raccomandato che al matrimonio facessero ricorso solo i quali trovavano troppo difficile rimanere celibi.

### Il matrimonio negli scritti dei padri della Chiesa
Sant'Agostino riteneva il matrimonio un sacramento, anche in quanto simbolo usato da san Paolo per esprimere l'amore di Cristo per la Chiesa:
(Agostino, De bono conjugii, XXIV)
Segue a questo passo un esplicito accostamento al sacramento dell'ordine, basato sia sull'incancellabilità sia sulla fruttuosità di entrambi i sacramenti. In un altro brano di Agostino troviamo la fedeltà coniugale come essenza del sacramento e l'idea paolina del matrimonio come simbolo usato per esprimere l'amore di Cristo per la Chiesa:
(Agostino, De nuptiis et concupiscientia, I, X)
Altri Padri della Chiesa dubitarono che il matrimonio rappresentasse una vera e valida vocazione cristiana. San Girolamo scrisse: «Preferire la verginità non significa disprezzare il matrimonio. Non si possono paragonare due cose se una è buona e l'altra cattiva». Tertulliano, all'epoca già influenzato dal montanismo, reputava che il matrimonio fosse solo monogamo e un secondo matrimonio, "consistesse essenzialmente nella fornicazione" Cipriano di Cartagine spiegò che il primo comandamento dato all'uomo fu di crescere e di moltiplicarsi, ma siccome la Terra era già tutta popolata non c'era ragione di continuare a moltiplicarsi. Agostino scrisse che se tutti avessero cessato di sposarsi e di generare figli sarebbe stata una cosa ammirevole; avrebbe comportato che la seconda venuta di Cristo si sarebbe realizzata più rapidamente. San Giovanni Crisostomo pur considerando il matrimonio un dono di Dio, dice: «Unicamente per questo motivo bisogna sposarsi: affinché ci teniamo lontani dalla fornicazione». Inoltre ammonì i vedovi cristiani a non risposarsi, perché avendo già conosciuto i difetti del matrimonio, non avrebbero dovuto compiere due volte il medesimo errore.

### Il matrimonio nella liturgia antica
I libri liturgici e i sacramentari delle diverse Chiese d'Oriente e d'Occidente presentano per il matrimonio preghiere liturgiche e riti dai tempi più remoti. Differiscono fra loro in molti dettagli, ma le loro caratteristiche principali possono essere fatte risalire ai tempi apostolici. In tutti questi rituali e raccolte liturgiche il matrimonio viene contratto dinanzi al presbitero. Di norma esso è amministrato nel corso o immediatamente prima di una celebrazione liturgica ed è accompagnato da cerimonie e preghiere simili a quelle usate per gli altri sacramenti. Infatti alcuni rituali definiscono esplicitamente il matrimonio come un sacramento e, poiché è un "sacramento dei vivi", richiede la contrizione per i peccati e l'assoluzione sacramentale prima che il matrimonio sia contratto. Ma l'antichità del matrimonio come sacramento è ancor più chiaramente messa in luce dai rituali o libri liturgici delle Chiese Orientali, anche da quelle che si separarono dalla Chiesa cattolica nei primi secoli, che circondano la celebrazione del matrimonio con cerimonie e preghiere significative e notevoli. I nestoriani, i monofisiti, i copti, i giacobiti sono tutti d'accordo su questo punto. Le numerose preghiere usate nella cerimonia si riferiscono a una grazia speciale che viene conferita agli sposi e alcuni commentari mostrano che questa grazia fosse ritenuta sacramentale. Il patriarca nestoriano Timoteo II, nell'opera De septem causis sacramentorum, tratta il matrimonio come uno dei sacramenti ed enumera diverse cerimonie religiose senza le quali il matrimonio è invalido.
Tuttavia, altri, sulla scorta di Calvino, obiettano che la Chiesa avesse una liturgia matrimoniale. Secondo questa linea di pensiero, la concezione negativa del matrimonio di alcuni padri della Chiesa si sarebbe rispecchiata in una mancanza di interesse per la liturgia matrimoniale. A differenza delle cerimonie per la celebrazione del battesimo e dell'eucaristia, non sarebbe esistita una speciale liturgia matrimoniale e gli sposi non avrebbero ritenuto importante ricevere la benedizione di un presbitero.
Inizialmente i cristiani conservarono l'antica cerimonia pagana, modificata in senso cristiano. Il primo resoconto dettagliato di un matrimonio cristiano in Occidente risale al IX secolo e appare ancora molto simile alle nozze dell'antica Roma.

### Il Concilio Lateranense IV
Con il Concilio Lateranense IV del 1215, la Chiesa cattolica regolamentò il matrimonio:
- impose l'uso delle pubblicazioni (per evitare i matrimoni clandestini);
- per evitare i divorzi fu ribadita l'indissolubilità del matrimonio, salvo per morte di uno dei due coniugi;
- fu richiesto il consenso libero e pubblico degli sposi, da dichiarare a viva voce in un luogo aperto;
- fu imposta un'età minima per gli sposi (per evitare il matrimonio di bambini, e in particolare di ragazze molto giovani);
- furono regolamentate le cause di nullità del matrimonio, in caso di violenze sulla persona, rapimento, non consumazione, matrimonio clandestino, ecc.

Tale concilio fissò delle regole largamente riprese in seguito nel matrimonio civile, istituito in Francia nel 1791 durante la rivoluzione francese.

### Il Concilio di Firenze
Nella bolla di unione con gli Armeni del 22 novembre 1439 il Concilio di Firenze dichiara a proposito del matrimonio: «Settimo è il sacramento del matrimonio, simbolo dell'unione di Cristo e della Chiesa, secondo l'Apostolo, che dice: Questo sacramento è grande; lo dico in riferimento al Cristo e alla Chiesa. Causa efficiente del sacramento è regolarmente il mutuo consenso, espresso verbalmente di persona. Triplice è lo scopo del matrimonio: primo, ricevere la prole ed educarla al culto di Dio; secondo, la fedeltà, che un coniuge deve conservare verso l'altro; terzo, l'indissolubilità del matrimonio, perché essa significa l'unione indissolubile di Cristo e della Chiesa».

### Il Concilio di Trento

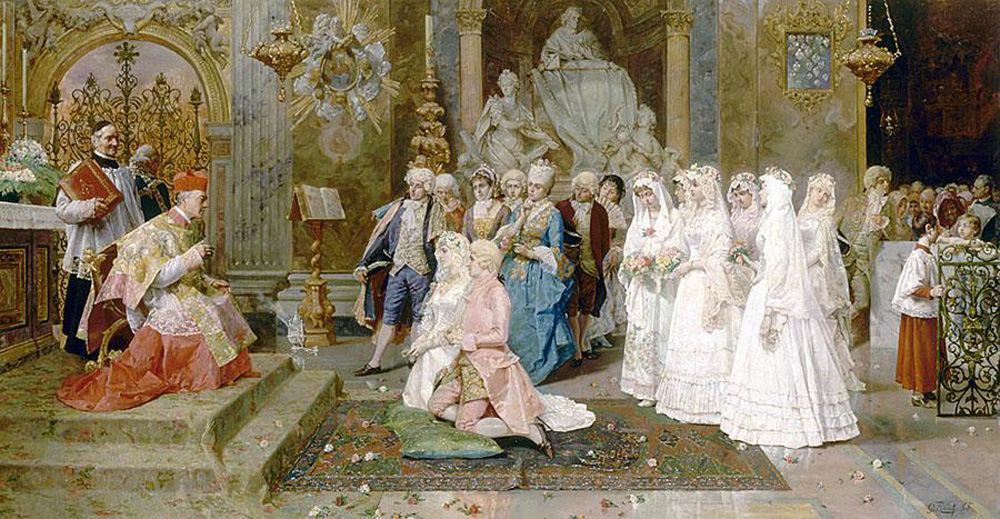
Il Matrimonio (Giulio Rosati)

Il Concilio di Trento rinforzò la regolamentazione: il matrimonio deve essere celebrato davanti a un parroco e dei testimoni, gli sposi devono firmare un registro, fu vietata anche la coabitazione al di fuori del matrimonio, per evitare il concubinato e i figli illegittimi.
È ripreso il principio del diritto romano: per far sì che il matrimonio sia legittimo era sufficiente e valido il consenso dei due coniugi.
Viene fissata l'età al di sotto della quale la mancanza di consenso dei genitori o dei tutori invalida il matrimonio (trent'anni per gli uomini e venticinque anni per le donne) ed è formulato il disciplinamento dei due sposi con precisi doveri e obblighi.
La forma canonica del matrimonio fu prevista dal decreto Tametsi dell'11 novembre 1563.

### Il Concilio Vaticano II
Nella costituzione pastorale Gaudium et spes il Concilio Vaticano II, riprendendo fra l'altro il magistero dell'enciclica Arcanum Divinæ di papa Leone XIII, insegna che «l'intima comunione di vita e di amore coniugale, fondata dal Creatore e strutturata con leggi proprie, è stabilita dal patto coniugale», che «Dio stesso è l'autore del matrimonio» e che «per la sua stessa natura l'istituto del matrimonio e l'amore coniugale sono ordinati alla procreazione e alla educazione della prole e in queste trovano il loro coronamento».
Il Concilio ha anche parole di chiaro apprezzamento per una vita sessuale serena e ordinata all'interno del matrimonio: «Gli atti coi quali i coniugi si uniscono in casta intimità sono onesti e degni; compiuti in modo veramente umano, favoriscono la mutua donazione che essi significano ed arricchiscono vicendevolmente nella gioia e nella gratitudine gli sposi stessi. Quest'amore, ratificato da un impegno mutuo e soprattutto consacrato da un sacramento di Cristo, resta indissolubilmente fedele nella prospera e cattiva sorte, sul piano del corpo e dello spirito; di conseguenza esclude ogni adulterio e ogni divorzio».

### L'esortazione apostolicaFamiliaris consortio
L'esortazione apostolica Familiaris consortio, pubblicata nel 1981 sotto il pontificato di Giovanni Paolo II, ribadisce il divieto di ammettere all'eucaristia i divorziati risposati, affermando che:
La riconciliazione nel sacramento della penitenza - che aprirebbe la strada al sacramento eucaristico - può essere accordata solo a quelli che, pentiti di aver violato il segno dell'Alleanza e della fedeltà a Cristo, sono sinceramente disposti ad una forma di vita non più in contraddizione con l'indissolubilità del matrimonio. Ciò comporta, in concreto, che quando l'uomo e la donna, per seri motivi - quali, ad esempio, l'educazione dei figli - non possono soddisfare l'obbligo della separazione, «assumono l'impegno di vivere in piena continenza, cioè di astenersi dagli atti propri dei coniugi» (Giovanni Paolo PP. II, Omelia per la chiusura del VI Sinodo dei Vescovi, 7 [25 ottobre 1980]: AAS 72 [1980] 1082).»
(Esortazione apostolica Familiaris consortio, n. 84)
Il divieto della comunione ai divorziati risposati conferma ed è conseguenza del dogma dell'indissolubilità del matrimonio.
La celebrazione di un matrimonio "in seconde nozze" mentre vive il precedente coniuge (con rito civile o di altra confessione religiosa che lo ammetta) viola e contraddice il legame creato dal sacramento, che è unico e irripetibile, come le due persone da esso unite in una sola carne.

Tale violazione determina un permanere del peccato prima, durante e dopo il Sacramento della Riconciliazione, che non può essere sciolto con una diversa forma di penitenza intesa come una "compensazione riparatoria", prima o dopo il nuovo matrimonio.

Un secondo (nuovo) legame matrimoniale sostitutivo renderebbe la volontà di Dio - onnisciente e onnipotente - mutabile nel tempo per quanto riguarda l'accettazione del coniuge, e perfettibile circa l'ottenimento del Sommo Bene terreno e ultraterreno della singola creatura. In modo analogo, se la grazia dello Spirito Santo Dio scioglie i peccati nella Confessione, la stessa crea un legame in tutti gli altri sacramenti (fra i coniugi o con la Chiesa): assolvere ad oltranza" una condotta costante del fedele che rinnega tale legame, equivale a sciogliere de facto (anche se non di diritto) ciò che Dio stesso ha unito.

## Il matrimonio nel diritto canonico

### Condizioni per il matrimonio sacramentale
La Chiesa cattolica richiede per il sacramento che sia l'uomo sia la donna siano battezzati, liberi di sposarsi e che esprimano liberamente il proprio consenso. La Chiesa istituisce corsi prematrimoniali alcuni mesi prima del matrimonio per aiutare i futuri sposi a comprendere il senso del sacramento e a esprimere un consenso informato. In generale prima del matrimonio gli sposi debbono aver completato il cammino dell'iniziazione cristiana. Nel periodo prematrimoniale uno o entrambi gli sposi ricevono il sacramento della confermazione, se non l'avessero già ricevuto in precedenza o se non sono già sposati civilmente o conviventi. In quest'ultimo caso la confermazione si riceve dopo il matrimonio.

#### Libertà di contrarre matrimonio
Gli sposi devono essere liberi di contrarre matrimonio e liberi di sposarsi fra loro. L'uomo e la donna non devono essere già sposati e devono essere privi degli impedimenti previsti dal diritto canonico.
Oltre alla libertà, gli sposi devono avere l'intenzione di sposarsi. Nella Chiesa cattolica il matrimonio ha origine dal consenso. Il consenso consiste in un atto umano con il quale gli sposi si promettono fedeltà e reciproco affidamento per tutta la vita. Il consenso dev'essere un atto di libera volontà dei contraenti, non influenzato da coercizione o da grave errore esterno. Quando manca la libertà, il consenso è invalido.

#### Impedimenti
Il Codice di diritto canonico prevede i seguenti impedimenti:
- difetto dell'età minima, stabilita in sedici anni per l'uomo e quattordici per la donna e modificabile dalla Conferenza episcopale;[35]
- impotenza copulativa antecedente e perpetua, o dell'uomo o della donna, assoluta o relativa;[36]
- precedente vincolo matrimoniale di uno dei due contraenti;[37]
- difetto del battesimo cattolico di solo uno dei due contraenti (se entrambi non sono battezzati, il matrimonio rimane ovviamente valido);[38]
- lo sposo ha ricevuto l'ordine sacro;[39]
- uno dei contraenti ha emesso un voto perpetuo di castità in un istituto religioso;[40]
- rapimento della sposa allo scopo di forzarne la volontà;[41]
- uno dei contraenti ha commesso omicidio del proprio coniuge o del coniuge dell'altro contraente;[42]
- i contraenti sono parenti in linea retta o fino al quarto grado in linea collaterale;[43]
- i contraenti sono affini in linea retta;[44]
- vita in comune e concubinato pubblico e notorio dell'uomo con le consanguinee della donna e viceversa;[45]
- i contraenti sono parenti in linea retta o fino al quarto grado in linea collaterale, quando la parentela è frutto di adozione.[46]

Il verificarsi di almeno una fra queste condizioni, anche per un singolo coniuge, rende il matrimonio nullo, vale a dire mai celebrato fra i coniugi. Anche se "rato e consumato", esso è nullo per la Chiesa, sia dal punto di vista del diritto canonico (nessun obbligo di trascrizione ai fini civili, venir meno dell'obbligo dell'assegno di mantenimento ex-post), sia dal punto di vista della liturgia e della disciplina sacramentale (entrambi possono celebrare un nuovo matrimonio, previo accertamento e declaratoria della nullità da parte dell'autorità ecclesiastica).
Fino alla riforma del codice di diritto canonico del 1983, un altro impedimento dirimente, che cioè rende nullo il matrimonio, è il matrimonio fra un coniuge battezzato e un coniuge non battezzato. I matrimoni misti necessitavano di una specifica dispensa e dell'accettazione da parte del coniuge non cattolico della libertà di culto dell'altro coniuge e dell'obbligo di educare la prole secondo la religione cattolica.

### Ministri del sacramento

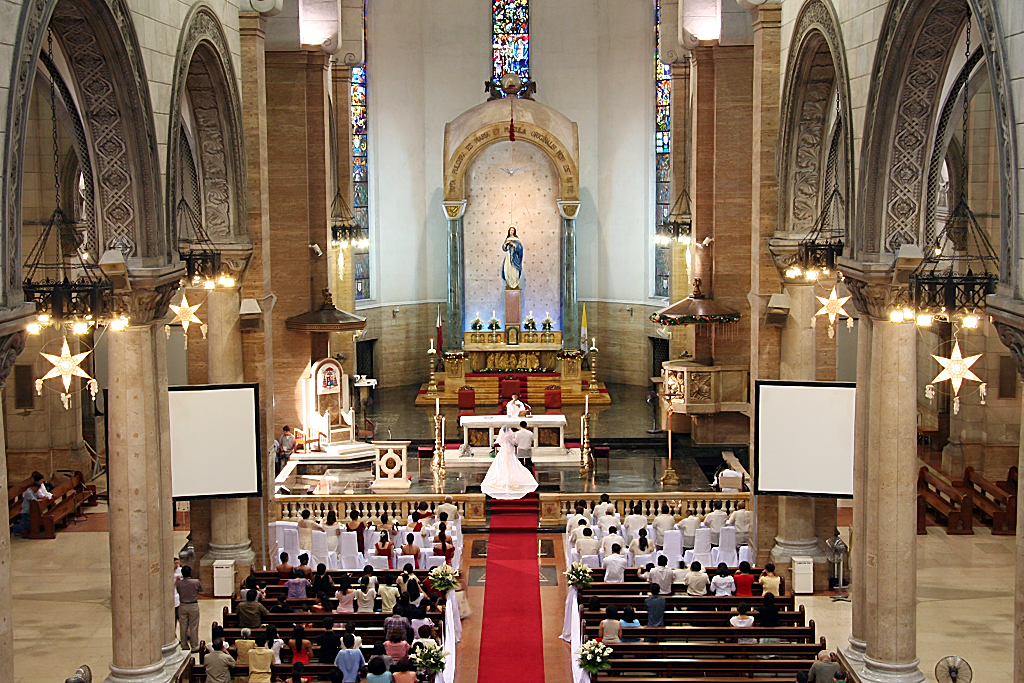
Celebrazione delle nozze nella cattedrale di Manila.

#### Nel rito latino
«Secondo la tradizione latina, sono gli sposi, come ministri della grazia di Cristo, a conferirsi mutuamente il sacramento del Matrimonio esprimendo davanti alla Chiesa il loro consenso».
Questo non esclude la necessità di coinvolgere la Chiesa nella celebrazione del matrimonio; in circostanze normali, il diritto canonico richiede la presenza di un presbitero o un diacono e almeno due testimoni.

#### Nei riti orientali
«Nelle tradizioni delle Chiese Orientali, i sacerdoti – Vescovi o presbiteri – sono testimoni del reciproco consenso scambiato tra gli sposi, ma anche la loro benedizione è necessaria per la validità del sacramento».
Il sacramento viene conferito attraverso l'incoronazione degli sposi. L'emissione dei voti avviene in precedenza e non è ritenuta vincolante.

### Dichiarazione di nullità
In alcuni casi ai cattolici può essere riconosciuta la nullità del matrimonio. Esso non consiste in una specie di divorzio religioso, in quanto la Chiesa cattolica considera il matrimonio come indissolubile, ma nel constatare da parte della legittima autorità canonica costituita (tribunale) che il matrimonio non è mai esistito, in quanto mancavano quelle che la Chiesa cattolica ritiene condizioni essenziali perché si possa celebrare un matrimonio valido: ad esempio, uno o entrambi i coniugi negavano in partenza qualcuna delle proprietà essenziali del matrimonio (esempi: indissolubilità, unicità, procreazione), oppure uno o entrambi dei coniugi non erano in grado per qualche motivo di assumersi tutte le responsabilità e i doveri legati al contrarre matrimonio (esempi: immaturità psicologica o affettiva; incapacità di intendere e di volere; mancanza di libertà, costrizione da parte dei genitori). La dichiarazione di nullità è diversa per l'ordinamento canonico e per quello civile. Quindi una coppia potrebbe ricevere il divorzio dallo Stato, ma non avere la dichiarazione di nullità dalla Chiesa cattolica. Potrebbe avvenire anche il contrario: la Chiesa riconosce la nullità di un matrimonio, ma lo Stato non accetta tale sentenza (rifiutando la procedura di delibazione), perché lo Stato non è d'accordo con la Chiesa sul fatto che il matrimonio possa essere dichiarato nullo in quel particolare caso. Quindi di fatto molti cattolici intentano i due procedimenti in modo separato, per ottenere sia la dichiarazione di nullità dalla Chiesa, sia il divorzio concesso dallo Stato: questo permette agli ex coniugi di sposare un'altra persona sia per la Chiesa sia per lo Stato. La nullità del matrimonio religioso ha effetto immediato dopo due sentenze conformi emesse dal tribunale canonico. Quindi, se la prima istanza si conclude in modo affermativo, è comunque necessario appellarsi in seconda istanza per ottenere una seconda sentenza affermativa; se le prime due sentenze non sono conformi, è necessaria una terza sentenza per dirimere la questione.

#### Proibizione del divorzio
Con l'indissolubilità del matrimonio religioso viene sancito che l'istituto del divorzio non è permesso: la Chiesa dichiara che ciò che Dio unisce, l'uomo non può dividere (Marco 10,9). Di conseguenza le persone che ottengono un divorzio civile sono ancora considerate sposate agli occhi della Chiesa cattolica, che non consente loro di celebrare un nuovo matrimonio religioso, anche se possono ovviamente contrarre un matrimonio civile.

#### Problematiche contemporanee
Oggi il matrimonio è investito da grandi trasformazioni, sia per il sempre più diffuso ricorso al divorzio civile da parte degli stessi cattolici, sia per la trasformazioni del matrimonio civile cui in molti Paesi sono state ammesse coppie dello stesso sesso, sia per il diffondersi delle convivenze.

## Statistiche
Secondo i numeri forniti da Mark Pivarunas - un vescovo americano esponente del sedevacantismo (cattolici che riconoscono come ultimo papa Pio XII) e superiore generale della Congregazione di Maria Regina Immacolata - fra il 1952 e il 1956 la Chiesa cattolica ha riconosciuto l'annullamento del matrimonio in 392 casi in tutto il mondo mentre, dopo il Concilio Vaticano II, le richieste di annullamento presentate e accolte positivamente dai soli tribunali ecclesiastici degli Stati Uniti sono aumentate di circa 100 volte:
- anno 1984: 36 461 casi;
- anno 1985: 53 320 casi;
- anno 1987: 60 570 casi;
- anno 1988: 50 000 casi;
- anno 1989: 61 416 casi;
- anno 1990: 62 824 casi.